# Хакимов, Бахром
Бахром Хакимов (узб. Bahrom Hakimov; 25 февраля, 1955 года; Коканд, Узбекская ССР, СССР) — советский и узбекский футболист, ныне тренер.

## Карьера
Является воспитанником кокандского футбола. Карьеру в качестве футболиста в основном провёл в составе кокандского клуба который ныне называется «Коканд 1912». В 1991 году начал тренерскую карьеру и в том году стал одним из помощников главного тренера кокандского «Автомобилчи». В начале 1992 года был назначен главным тренером уже сменившего название кокандского клуба — «Темирйулчи». Руководил «кокандскими железнодорожниками» до конца 1993 года. В начале сезона 1994 года стал главным тренером ташкентского «МХСК». Во главе Бахрома Хакимова, в 1995 году «МХСК» дошёл до финала Кубка Узбекистана и заняв второе место в Высшей лиге, выиграл серебряные медали национального чемпионата.
В начале 1996 года был назначен главным тренером андижанского «Навруза» и руководил командой до конца сезона. В 1998 году снова стал главным тренером кокандского «Темирйулчи» и руководил командой два сезона. В начале 2000 года был назначен главным тренером каршинского «Насафа». Под руководством Хакимова, «Насаф» начал достигать самые высокие результаты в своей истории. В тот сезон, клуб набрав 85 очков в чемпионате, занял третье место из двадцати команд в Высшей лиге и выиграл бронзовые медали. Эта была первая медаль каршинского клуба в своей истории. В сезоне 2001 года «Насаф» выиграл ещё раз бронзовую медаль Высшей лиги и выиграл путёвку в 2002 году участвовать в Кубке Азиатских чемпионов. Бахром Хакимов не руководил «Насафом» в следующем сезоне и только в 2006 году был главным тренером клуба и снова выиграл с клубом бронзовые медали чемпионата. В июле 2015 года был назначен главным тренером самаркандского «Динамо»,.

## Достижения

### Командные
МХСК
- Серебряный призёр чемпионата Узбекистана: 1995
- Финалист Кубка Узбекистана: 1995

«Насаф»
- Бронзовый призёр чемпионата Узбекистана: 2000
- Бронзовый призёр чемпионата Узбекистана: 2001
- Бронзовый призёр чемпионата Узбекистана: 2006

### Личные
- Лучший футбольный тренер года в Узбекистане: 2000
- 2-е место в звании лучшего футбольного тренера года в Узбекистане: 2001